# كا سول-هيون
كا سول-هيون (الكورية: 가솔현) هو لاعب كرة قدم كوري جنوبي في مركز الدفاع، ولد في 12 فبراير 1991 في كوريا الجنوبية. لعب مع نادي أنيانغ ونادي مسيمير.

## وصلات خارجية
- كا سول-هيون على موقع دوري كوريا الجنوبية (الإنجليزية)
- كا سول-هيون على موقع Soccerway.com (الإنجليزية)